# Segodounon
Segodounon (altgriechisch Σεγόδουνον; lateinisch Segodunum) war eine antike Siedlung im Gebiet der Germania magna. Der Ort ist im Atlas Geographike Hyphegesis von Claudius Ptolemäus (2. Jahrhundert) verzeichnet. Er war vermutlich Hauptort der civitas Alisinensium. Der Ortsname keltischen Ursprungs bedeutet „Siegburg“.

## Lokalisierung
Laut den Ergebnissen einer Forschungsgruppe des Instituts für Geodäsie und Geoinformationstechnik der TU Berlin handelt es sich hier vermutlich um das Kastell bzw. den Vicus von Bad Wimpfen. Lokalisierungen in der Nähe von Wimpfen gab es zuvor durch Theodor Steche beim römischen Kastell Heilbronn-Böckingen bzw. bei dem Kastell Stuttgart-Bad Cannstatt.
Alle drei genannten Orte gehörten aber von etwa 90 bis 259/260 n. Chr. zum Römischen Reich und lagen insofern außerhalb der Germania Magna.